# Nanohammus sinicus
Nanohammus sinicus är en skalbaggsart som först beskrevs av Maurice Pic 1926.  Nanohammus sinicus ingår i släktet Nanohammus och familjen långhorningar. Inga underarter finns listade i Catalogue of Life.